# Central hidroelèctrica de Bicaz-Stejaru
La central hidroelèctrica de Bicaz-Stejaru és un desenvolupament hidroelèctric al riu Bistrița, a prop de Bicaz (Romania).
El projecte es va iniciar i acabar als anys cinquanta. Consta d'una presa, un embassament i una central hidroelèctrica.
La presa és una estructura de formigó armat amb una alçada de 127 m. Es va crear i manté l'embassament de l'estany Bicaz, també conegut com a llac Izvorul Muntelui.
L'embassament és el llac artificial més gran de Romania; gestiona els nivells dels rius aigües avall, és obert a la pesca, atrau el turisme, alimenta la central elèctrica i controla les inundacions.
La planta d'energia hidroelèctrica Roure (Hidrocentrala Stejaru) està equipat amb sis turbines (quatre 27,5 MW i dues-50 MW turbines) per a un total capacitat instal·lada de 210 MW. La central genera una mitjana de 500 GWh d'electricitat a l'any, amb un factor de capacitat del 30%; ha produït més de 20.000 milions de MWh d'electricitat en els primers 50 anys des de la posada en marxa.

## Enllaços externs

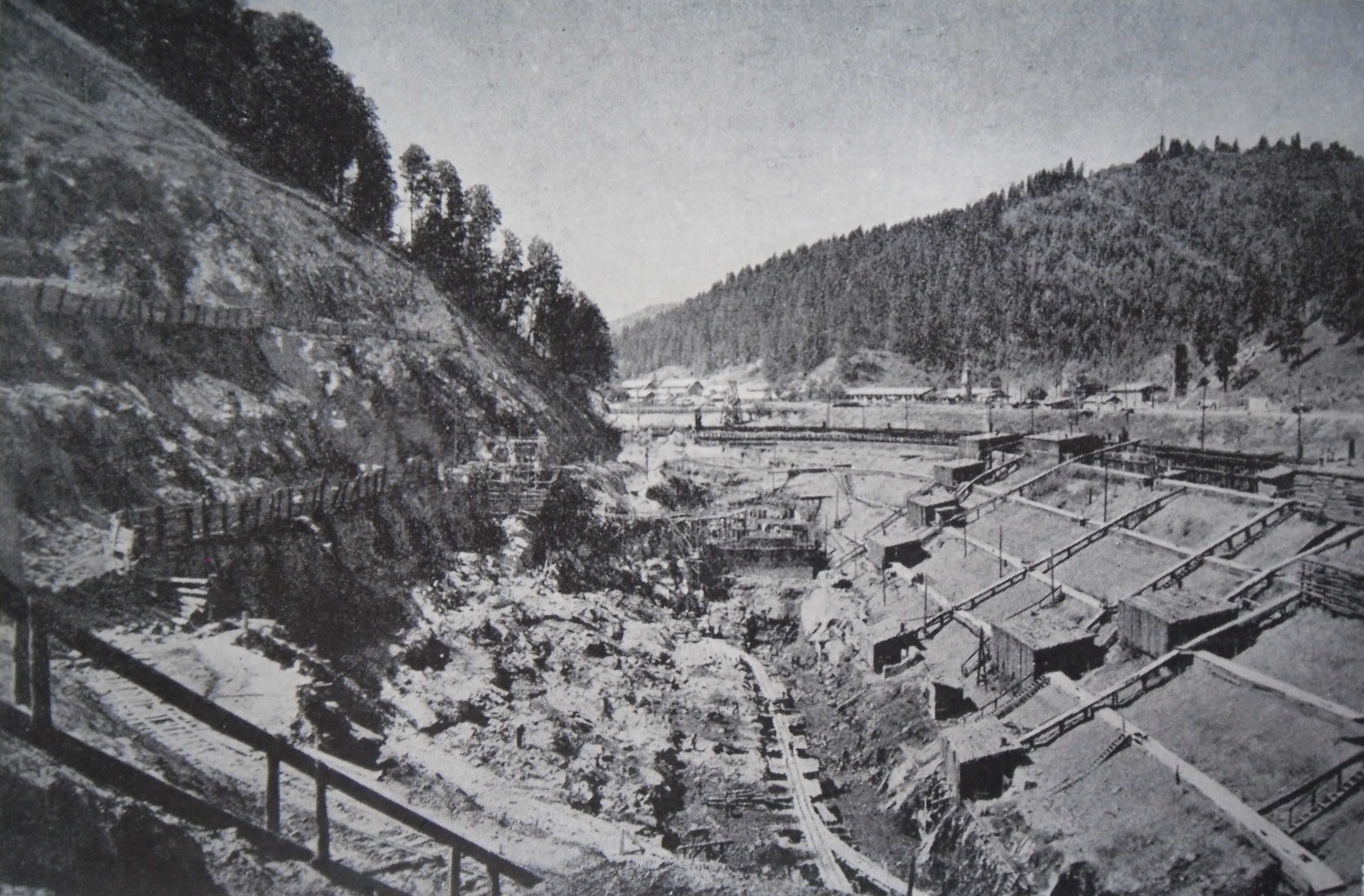
Construcció de la presa de Bicaz als anys cinquanta